# بيتر جاكوبس (لاعب اللاكروس)
بيتر جاكوبس (بالإنجليزية: Peter Jacobs)‏ هو لاعب اللاكروس أمريكي، ولد في 27 فبراير 1973.